# Walrus Splash
Walrus Splash (Mandarijn: 超級激流) is een attractie in het Chinese attractiepark Chimelong Ocean Kingdom, die geopend werd op 25 januari 2014. Het is een waterachtbaan die is ingebed in een New England-achtige setting.

## Beschrijving
Gasten betreden de attractie via de wachtrij, die op de eerste verdieping van het stationsgebouw loopt. Nadat de wachtrij middels een trap naar de begane grond van het stationsgebouw leidt, betreden gasten het instapstation. Daar betreden gasten de boten.
Nadat een boot het station heeft verlaten, vaart deze eerst langs enkele rotsformaties, waar enkele standbeelden van zeeleeuwen en walrussen zijn geplaatst. Daarna vaart de boot een tunnel in, die aan één zijde middels enkele ruiten onderwateruitzicht geeft op de waterpartij in het zeeleeuwenverblijf Sealion Bay. Als de boot de tunnel uitvaart, wordt deze middels een optakeling naar het hoogste punt van de baan getrokken, dat zich boven in een vuurtorenachtig gebouw begeeft. Hier wordt de boot op een draaitafel geplaatst en wordt de boot een kwartslag naar links gedraaid. Vervolgens wordt de boot achteruit een afdaling afgeduwd, waarna de boot op een tweede draaitafel terecht komt. De boot wordt nu weer een kwartslag gedraaid, waarna de boot een grote afdaling maakt tussen een rotsformaties van twee walrussen, om vervolgens na een camelback in de waterpartij van Mt. Walrus te splashen. Tot slot vaart de boot terug naar het stationsgebouw.
Gasten kunnen de attractie verlaten via de uitgang, die uitmondt in de souvenirwinkel Fishermen Trading Post.